# F2A戰鬥機
F2A戰鬥機，官方名稱水牛（Buffalo），由布魯斯特航空公司設計生產，是美國海軍第一架單翼艦上戰鬥機。水牛式在1939年替代格魯曼F3F戰鬥機，但受限於不穩定的飛行設計與超重，該機性能平庸。美軍操作的水牛式有三種型號：F2A-1、F2A-2、F2A-3，外銷型對應型號為B-239、B-339、B-339-23；主要外銷對象為芬蘭、比利時、荷蘭與英國。太平洋战争爆发後，美軍、荷军與英军很快就發現F2A完全無法與日军的戰鬥機抗衡，被視為不堪一戰的飛行棺材而很快地在1942年底退出現役。然而芬蘭空軍所取得的輕量化外銷型卻意外地在1941-1944年對蘇聯的作戰中有著亮眼的表現並持續服役至1948年。

## 歷史

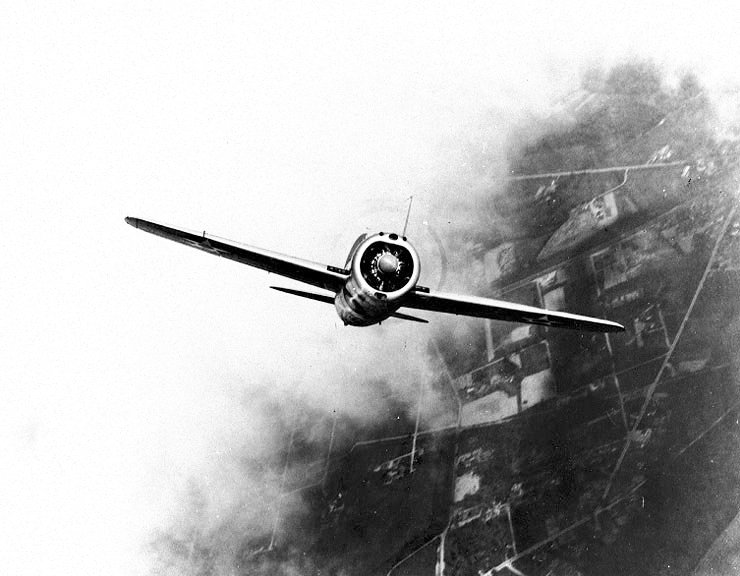
XF2A-1原型機

1935年，美國海軍提出新一代艦載戰鬥機設計需求，當時競爭者分別為布魯斯特公司工程師Dayton T. Brown團隊研發的XF2A-1和格魯曼雙翼構型的XF4F-1；該需求在1935年並未決標，而是在1936年重新開標；需求包括單翼設計，具備襟翼，攔截勾，可伸縮起落架以及封閉式座艙。在1936年的競標案增加了賽維爾斯基飛機公司提出的XFNF-1（P-35戰鬥機海軍型改版），XF2A-1擊敗另外兩家公司的設計，獲得美國海軍的訂單，美国雙翼艦載機的時代結束。
F2A與後續的量產都在紐約長島市布魯斯特大廈進行，1937年12月XF2A-1原型機試飛，1938年1月交付美國海軍測試評估；布魯斯特公司的戰機外觀為短機身、中單翼、封閉式座艙，具有液壓驅動的可收起落架及全金屬製應力蒙皮結構機體，紡織物製作的控制面；F2A只有一個容量606公升（160美制加侖）的主油箱，無防彈裝甲與自封油箱等防禦設計；F2A的動力來源為懷特R-1820-22九汽缸活塞發動機、配備一級機械增壓器，輸出動力950匹馬力，提供XF2A-1原型機447公厘的極速；在1938年測試時美軍察覺原型機因寄生阻力而干擾飛機操作，因此將飛機送至NACA蘭利研究中心全尺寸風洞進行測試，以重新設計發動機整流罩及潤滑油散熱進出風口，經過空氣動力修正後的XF2A-1在不更换引擎的狀況下時速提升到489公里（高度16,000英尺狀態）。全尺寸風洞測試改善飛機設計的成效說服了其它美國航空廠商，在F2A後，飛機研發时利用全尺寸風洞測試成為標準作業流程。
1938年6月美國海軍正式提出第一份54架F2A-1的訂單，XF2A-1主要武器為機鼻1挺0.5英吋機槍（備彈200發）與1挺0.3英吋機槍（備彈600發），量產訂單更換為4挺0.5英吋機槍（2挺機鼻、2挺主翼），動力更換成R-1820-34（輸出動力940匹馬力），主翼面積略微增加；因動力略為下降，武裝增重的緣故，F2A-1爬升速度較原型機表現要差。1939年6月F2A-1預量產型出厂，然而布魯斯特工廠出現量產延宕現象，最終只交貨12架，其中9架配發給薩拉托加號航空母艦服役；美軍拒收的F2A-1在拆除不允許外銷的設備後，以B-239的代號外銷芬蘭。
第二批訂單美國海軍訂購了43架，代號為F2A-2，布魯斯特將發動機更換為一級二速機械增壓的R-1820-40（輸出動力1,200匹馬力），電動可變螺距螺旋槳、改良的化油器與起落架，但仍缺少防禦裝置。發動機雖提升了2成輸出，但增加的飛機重量抵銷了動力的提升，不過極速仍略增到520公里，由於低翼負荷、（沒配備無線電等設備前）動力充沛，海軍飞行员對F2A-1與-2型的操作評價尚稱良好。
第三批同時也是最後一型版本為F2A-3，1941年1月由美國海軍與海軍陸戰隊共同採購，計生產108架。F2A-3機身增長25公分，增加了許多設備：防彈玻璃與裝甲、主翼增加掛載100磅炸彈硬點、帶自封效果整體油箱機翼、主油箱也改良為自封油箱，改良後的F2A再度增重，燃料增加300公升（80美制加侖）以及過多設備，导致比最初型號要重了463公斤。F2A-1的滿載起飛重量原始型號是2,286公斤，至F2A-3時增幅到3,247公斤，在同樣設計下增至1.5倍重量，导致飛機操作特性大幅改變，使操作性、加速性等都與最初型號有大幅滯遲，遭到飞行员詬病。
除了飛機特性大幅變化，1941年F2A的性能已經過時，加上從1938年下訂單起交貨效率低下，美國海軍極度感冒布魯斯特的生產管理；最後一批訂單基本上只是維持在戰爭情勢下該公司產線不被斷炊，之後布魯斯特的產線便調整供SB2A攻擊機量產運用，而艦載戰鬥機的訂單則由先前競標輸家格魯曼以F3F修改為單翼機設計捲土重來的F4F戰鬥機取代。二次世界大戰時期實際使用F2A參戰的單位是美國海軍陸戰隊，而且主要在中途島戰役出現過，只是完全被日本的零式戰鬥機以壓倒性的性能優勢擊敗。
其他使用國家包括英國、芬蘭、澳大利亞與紐西蘭。比利時雖然在1939年訂購，不過來不及運交就已經被德國佔領，所有飛機改交由英國使用。

## 基本資料

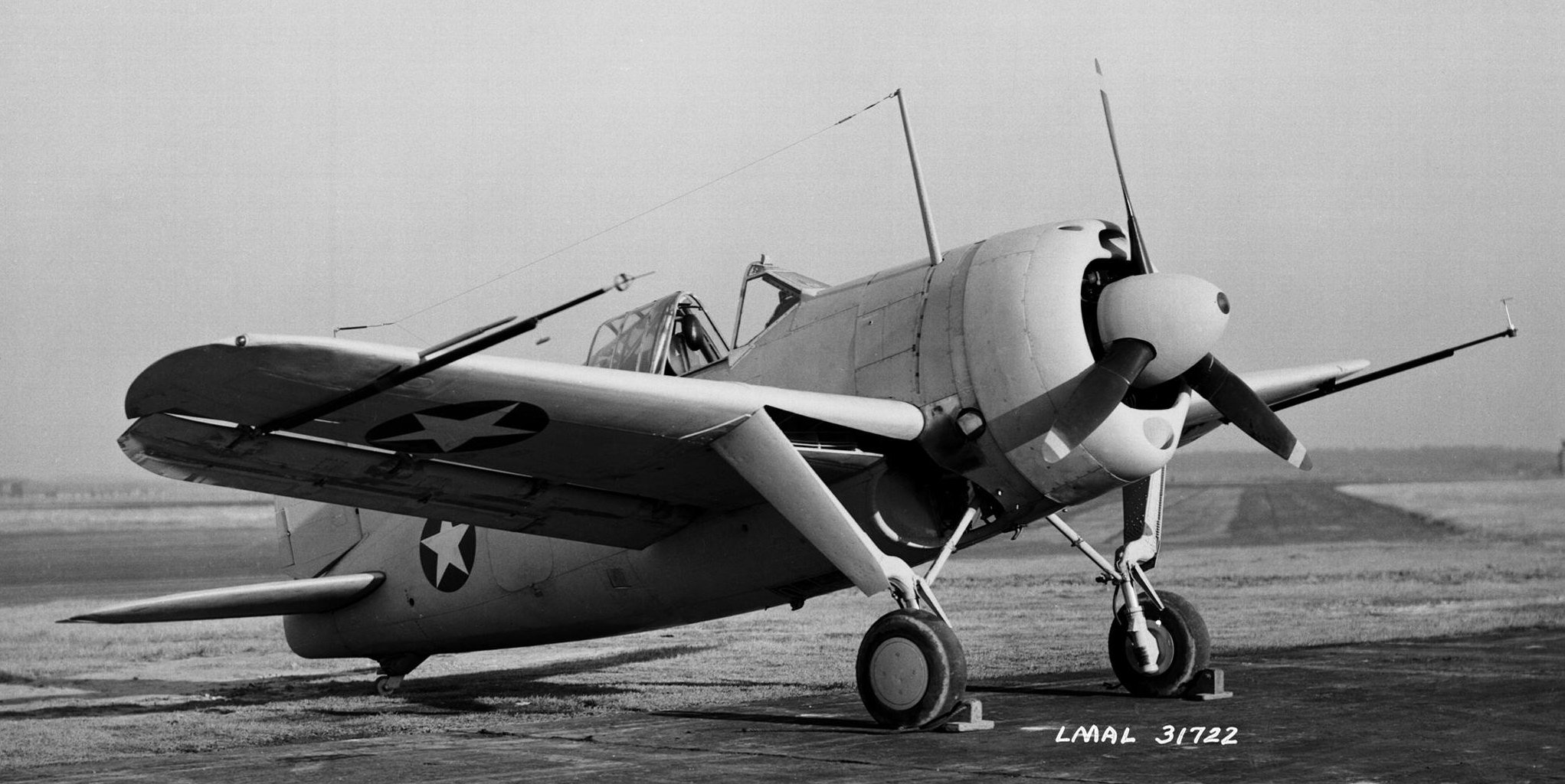
美軍的F2A水牛戰鬥機

- 全長：8.03米
- 翼展：10.67米
- 機高：3.66米
- 機翼面積：19.4平方米
- 空重：2,146公斤
- 最快時速：517公里/小時
- 航程：1,554公里
- 昇限：10,600米
- 動力：萊特R-1820風冷發動機
- 武裝：4挺M2重機槍

## 設計

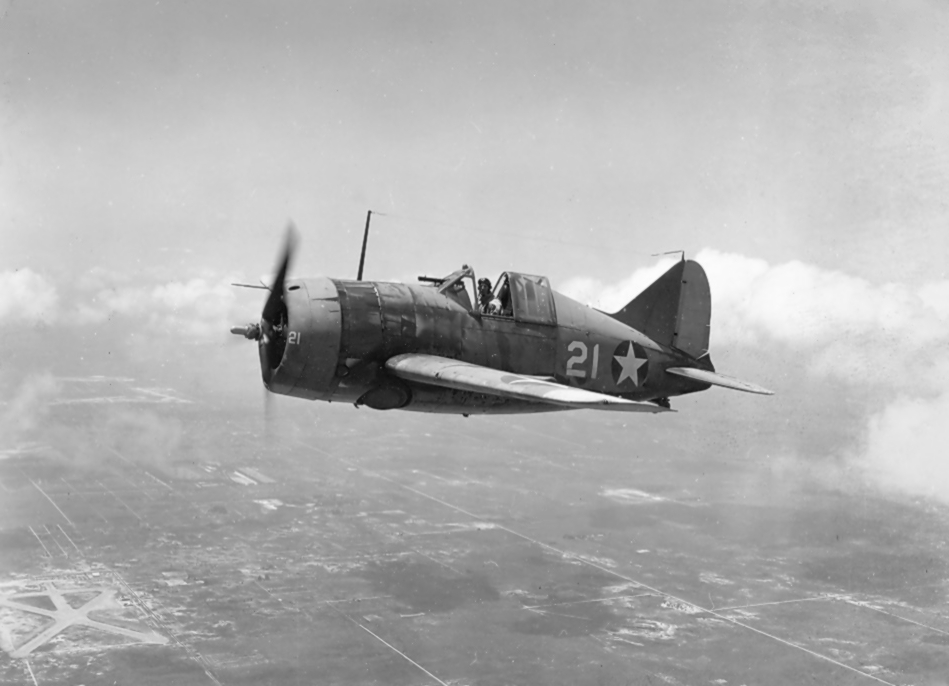
F2A水牛戰鬥機

### 結構
F2A是中單翼設計，機身呈圓桶狀，結構為全金屬半硬殼設計，只有控制面是以布面蒙皮構成。可伸縮起落架收起時是縮入機身兩側，位於機翼前方的位置。

### 動力
F2A使用一具萊特公司R-1820-22旋風（Cyclone）氣冷式發動機與一級機械增壓器，輸出馬力從早期型950匹到後期型提升為1200匹（萊特公司R-1820-40氣冷式星型9缸（F2A-2））。

### 武裝
F2A裝有4挺0.50英吋口徑空用機槍，另外可以在機翼下攜帶兩枚100磅炸彈。

## 實戰

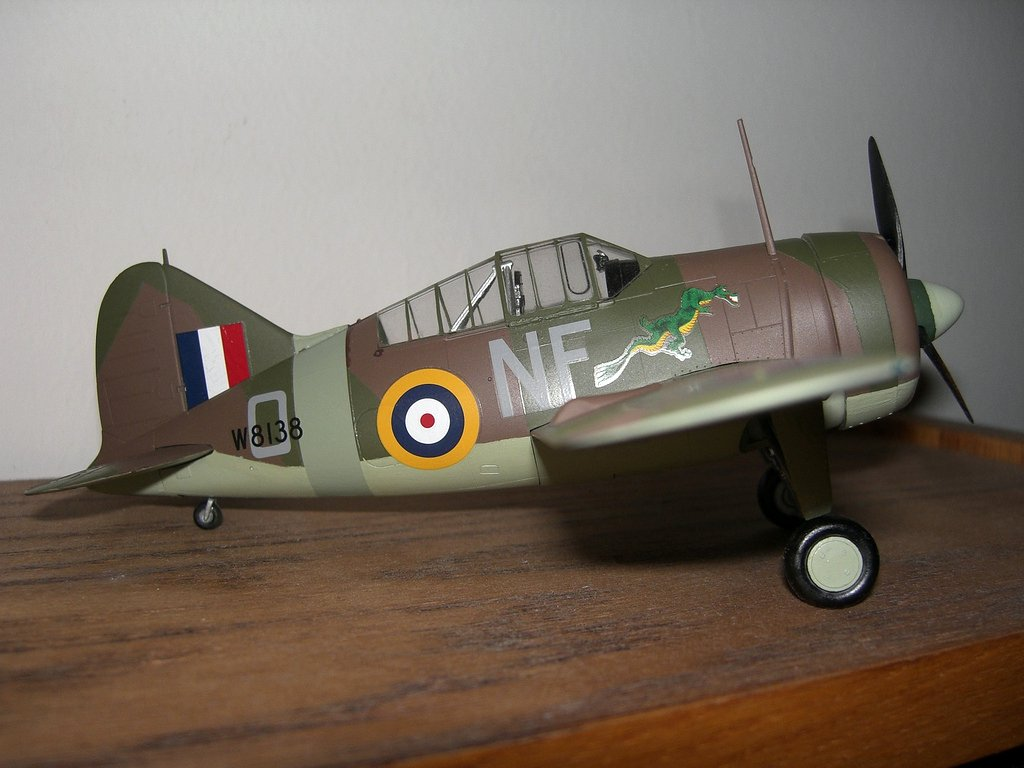
在二戰時守衛馬來西亞和新加坡的英軍F2A水牛戰鬥機模型

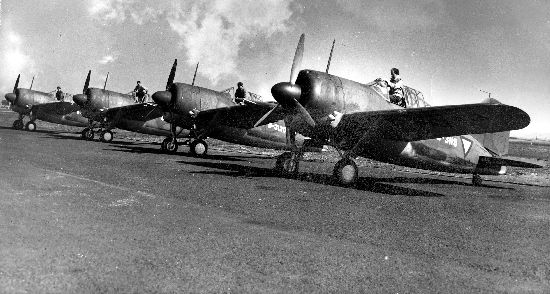
在印尼的荷蘭空軍F2A水手戰鬥機，實戰證明根本不是日軍零式和隼式的對手

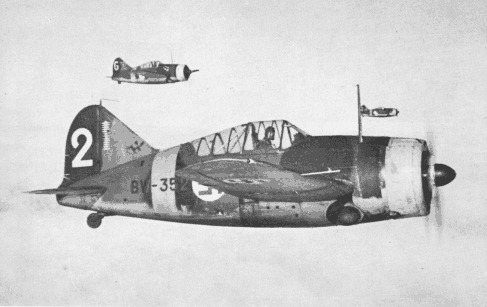
水牛戰鬥機是芬蘭空軍對抗蘇軍的王牌

### 太平洋戰場
F2A水牛式在試作階段還算前衛，性能指標也算先進，但進入服役後由於美國海軍在其上不斷增加裝備使重量節節攀升致使性能下降，不久後反被前次競標案中手下敗將的F4F野貓式以改良型捲土重來、並反超其上，因而失去了主力位置。F2A水牛式在美國海軍與海軍陸戰隊服役的時間很短，數量也不多，特別是入役的F2A-2 / 3型因為超重，外加氣動外形在當時已徹底落伍，帳面性能數據還能與F4F-3/4等量齊觀，實際的飛行性能卻非常平庸，而且欠缺持續提升的空間，實戰中被極為搶眼的零式戰鬥機屢屢壓制。
中途岛海战是美軍水牛式成建制投入的最大戰役，但表現卻十分糟糕─当6月4日清晨108架日本飞机呼啸着冲向中途岛的时候，26架海军陆战队的水牛式在少量野猫式的配合下迎战敌机。儘管PBY式勇敢地跟踪日本机群為美軍指引敵蹤，但F2A甚至没能接近轰炸机就被36架零式戰鬥機擊潰。13架F2A加2架野貓被当场击落，7架受伤，只有两架安全返航，零式戰鬥機损失僅2架，一面倒的戰況令美国海军不得不承认，如果说F4F尚能勉力撐住戰局的话，F2A就只能說是不堪一擊。
英国和荷兰也曾使用过F2A，駐守在馬來西亞和新加坡的英国皇家空军和駐守在印尼的荷蘭軍的F2A参加了太平洋早期的战斗。不过他們也很快发现，水牛式不但不是零式的对手，甚至連火力薄弱的隼式戰鬥機、九七式戰鬥機、九六式艦載戰鬥機都能收拾它。他們的F2A幾乎全軍覆沒。迫使該機在此戰役後撤出前線改作訓練用途。
因此盟軍與日本雙方的主流意見一般對這架飛機的評價不高，將其視為是太平洋戰區空戰生態食物鏈的底層角色。

### 歐洲戰場
相映成趣的是，芬蘭曾經使用外銷版水牛"B-239"與蘇聯空軍作戰。本來是換裝較低馬力之引擎、大幅減少配備的低檔陽春版，但正因大幅減重使得極速以外的性能獲得飛躍性的提升。芬蘭空軍在對其施予最低限度的防護裝甲與瞄準具後，以該國人獨特的駕駛天賦將B-239的格鬥性能發揮至極限，同時對手蘇聯紅軍因經歷史達林對內大行整肅不久對該戰線又僅派來二三線部隊敷衍應付，因此創下不可思議的超高交換比。芬蘭駕駛們將該機稱為空中明珠以表達對其讚賞之意。即使後來面臨蘇聯紅軍新世代高性能戰機的壓力迫使芬蘭空軍將早已過時的B-239換裝為德國供應的Me109 G-2 / G-6以玆對抗，許多王牌依然對B-239念念不忘。

## 流行文化

### 電子遊戲
- 《戰爭雷霆》
- 《應徵入伍》

## 使用國家
- 美国
- 芬兰
- 英国
- 新西兰
- 荷蘭

## 外部連結
- 水牛從軍記（页面存档备份，存于）